# Dunai Árpád
Dunai Árpád (Budapest, 1940. április 26. – Budapest, 2016. július 11.) okleveles építőmérnök, nemzetközi tekintélyű statikus vezető tervező, szakértő, a Magyar Mérnöki Kamara alapító tagja, tagozatvezetője, számos magyarországi és külföldi ipari létesítmény és középület felelős statikai tervezője.

## Életpályája
Jászsági eredetű katonacsaládban született, a család gyökerei Jászladányhoz és Jászkisérhez kötötték. Szüleivel Budapesten élt, de gyermekéveinek nyarait jászsági nagyszüleinél töltötte. Katonatiszt  édesapját 1949 után eltávolították a hadseregből.
1958-ban érettségizett a VIII.kerületi tisztviselőtelepi Széchenyi István Gimnáziumban.
Mérnöki oklevelét 1963-ban szerezte a Budapesti Műszaki Egyetem Építőmérnöki Karán (száma: 2020/1963). Az IPARTERV-nél kezdett dolgozni statikus tervezőként. Egész szakmai pályáját ennél a tervező vállalatnál és jogutódainál folytatta, tervezőként, majd vezető tervezőként. Folyamatosan képezte magát, speciális képzettségekkel bővítette tudását. 1967-ben mákgubó-tároló épületet tervezett az Alkaloida Vegyészeti Gyár részére, tervéért ifjú kora ellenére megkapta az IPARTERV vállalati nívódíját.
1969-ben acélszerkezeti szakmérnöki oklevelet szerzett a Budapesti Műszaki Egyetemen. 1976-ban a BME Építészmérnöki Karán építész-statikai szakmérnöki oklevelet szerzett.
1988-ban tartószerkezeti vezető tervezői jogosultságot kapott.
2006-tól a Mérnöki Kamara Jogosultsági Vizsgabizottságának tagja lett. Ő dolgozta ki a jogosító vizsga rendjét. 2008-2009-ben a kamara Magasépítési Bizottságának elnökeként jelentős munkát végzett a változtatható kinyúlású ipari motoros targoncák biztonságának műszaki és vizsgálati követelményeit leíró új MSZ EN 15000:2009-es szabványsorozat és az épületszerkezetek statikai tervezéséről szóló Európai Uniós harmonizált műszaki szabályzat, az Eurocode összehasonlítását, együttes használatát tárgyaló szakkönyvek és példatárak előkészítésében, a szerzők munkájának koordinálásában. Ezek ma a gyakorló mérnökök fontos segédanyagai.
2008-tól az IPARTERV statikus műteremvezetőjévé lépett elő.
Szakértőként, tervfelügyelőként is dolgozott. 2012-ben a budapesti Árkád üzletház II. ütemének tervezési folyamatában tervellenőrként vett részt.
2013-ban kapta meg aranydiplomáját. Jászsági családi gyökereit haláláig ápolta, részt vett a helyi társadalmi rendezvényeken, tevékeny tagja volt a Jászok Egyesületének. Halála előtt két nappal Jászárokszálláson még részt vett a Jász  Világtalálkozón. 2016. július 11-én, 76 éves korában Budapesten elhunyt. Július 26-án helyezték örök nyugalomra a Farkasréti temetőben. A Makovecz ravatalozóban tartott búcsúztatón a Műszaki Egyetem és a szakmai képviselői, mérnök szaktársai, barátai és tisztelői mellett emlékbeszédet tartott dr. Dobos László, a Jászok Egyesületének ügyvivője is.

## Mérnöki munkássága
Számos magyar és külföldi projektben jelentős épületszerkezetek tervezését irányította vezető statikus tervezőként (Csehszlovákiában, az NDK-ban, a Szovjetunióban (a Tengizi nagyprojekten), Nyugat-Németországban, Hollandiában és Norvégiában is).
- 1963: a Tiszai Vegyiművek szuperfoszfát raktár tervezése,
- 1964: a Csepel Vas- és Fémművek nemesacél gyártó csarnoka, statikus társtervezőként,
- 1965–66: Csepeli Fémmű csőhúzó csarnok, a héjszerkezet kivitelezésének tervezői művezetője,
- 1966–67: a győri és a miskolci házgyárak betongyárainak és cementsilóinak statikus tervezése,
- 1967: az Alkaloida Vegyészeti Gyár tiszavasvári üzeme, 20 000 m³ egyterű, csúszózsaluzatos mákgubótároló (ezért Vállalati Nívódíjban részesült).
- 1968: a Hajdú megyei Állami Építőipari Vállalat (ÁÉV) központi telepének statikus tervezése,
- 1968: a hódmezővásárhelyi Porcelángyár központi transzformátorállomásának tervezése,
- 1969: a TOS Szerszámgépgyártó Tröszt varnsdorfi raktárcsarnokának tervezése (Csehszlovákia, ma Csehország)
- 1969–70: a VEB Buchungsmaschinenwerk Művek (BUMA) oelsnitzi gyára, magasraktár szerkezeti tervezése (NDK, ma Szászország),
- 1970: a Masped csepeli raktártelep, 20 000 m²-es csarnok statikai tervezése (Ybl-díjas épület),
- 1971–72: a Ravill Kereskedelmi Vállalat 14 000 m²-es raktártelepének tervezése,
- 1971: a Nyugati pályaudvar központi kazánházának (épület- és statikai) tervezése,
- 1973: a Bőrdíszmű Szövetkezet üzemházának tervezése,
- 1970-től: az Építőgépgyártó Vállalatnál (ÉpGép) fejlesztett „Shed” könnyűszerkezetű, modulrendszerű csarnok szerkezeti tervezője,
- 1975: a Fővárosi Gázművek Koppány utcai telephely épületeinek tervezése,
- 1976: a haldenslebeni új porcelángyár társtervezése (NDK),
- 1976–77: a Bélapátfalvi Cementgyár 85 m magas cementsilóinak felelős statikus tervezője,
- 1977–78: a Dunai Vasmű villamosjavító csarnokának társtervezője,
- 1978-ban az Alakoida tiszavasvári telepén a második 20 000 m³-es mákgubótároló egységének tervezése,
- 1978–79: az Építőgépgyártó Vállalat (ÉpGép) nagykanizsai új gyártócsarnokának tervezése,[4]
- 1979: az ÉpGépnél fejlesztett „Shed” modulrendszerű csarnokának tipizált elemrendszerét tervezte,
- 1980–81: a Gyógyáruértékesítő Vállalat (ma: Hungaropharma) gödöllői raktárépületeinek statikus tervezése,
- 1982: a segesdi Tűzihorganyzó Üzem (ma: Ferrokov Kft.) ipari létesítményeinek tervezése,
- 1983: a Masped csepeli raktártelep TMK üzemcsarnokának tervezése,
- 1984: a  Mátra Gázbeton Gyár osztályozó létesítményeinek tervezése,
- 1985: a Tiszai Hőerőmű, 200 m³-es széntároló bunkereik felújításának tervezése,
- 1986–88: erőművi tartószerkezetek statikai felülvizsgálata, műszaki szakértőként,
- 1989–91: az Orosházi Síküveggyár épületszerkezeti átalakítások tervezése,
- 1992–93: a tengizi olajfinomítóban (Szovjetunió, Kazahsztán) új ipari szerkezetek (csarnokok, óriás gépállványok, csőhidak) tervezése és a kivitelezés tervezői művezetése,
- 1994–95: a budapesti amerikai nagykövetség Szabadság téri épületeinek tetőtér-beépítését és a Citibank Vörösmarty utcai központi fiókjának statikus tervezését irányította vezető tervezőként,
- 1995-ben a Hungaropharma debreceni raktárbázisának tervezése,
- 1996–97: a német Preußische Bergwerks- und Hütten-Aktiengesellschaft (Preuss Stahl AG(wd)) salzgitteri acélművéban az acélszerkezetű létesítmények tervezésének irányítása, vezető tervezőként,
- 1996–98: a Keleti pályaudvar rekonstrukciójának statikai tervezése, társtervezőként,
- 1997–98: az Országos Orvosi Rehabilitációs Intézet statikai tervezése,
- 1998: a Tiszai Vegyi Művek műtrágya feltárójának megerősítése, tervezése,
- 2001: a Budapesti Francia Iskola tervezése,
- 2002: az oslói Magyar Nagykövetség épületének áttervezése (Norvégia),
- 2003: a diósdi Nemzetközi Keresztyén Iskola tervezése,
- 2004: a Chinoin Gyógyszergyár Központi Laboratóriumának tervezése,
- 2005: az Alcoa-Köfém 7000 tonnás présberendezés beton alapozásának tervezése,
- 2006: a budapesti Honvéd Kórház új központi épületének statikus tervezése,
- 2007: az Alcoa-Köfém új finomhengersorának beton alapozásának tervezése és művezetése,
- 2010: a MOM-garázs munkálatainak statikus szakértője,
- 2012-14: A budapesti amerikai nagykövetség bővítése és átépítése, statikai tervezés.
- 2014-2015: a Ludovika Egyetem építészeti rekonstrukciójának statikus szakértője.

A munkáit ismertető elemzések rendszeresen megjelentek az Ipari Építészeti Szemle, a Szakipar, a Műszaki Tervezés és a Magyar Építőipar c. szakmai folyóiratokban.

## Elismerései
- 1967: IPARTERV Vállalati Nívódíj (az Alkaloida mákgubó-tárolójának tervezéséért)
- 1970-ben a MASPED közúti szállítási vállalatnak tervezett raktárcsarnokot, a létesítmény Ybl-díjat kapott.
- 2009: Menyhárd István-díj (Magyar Mérnöki Kamara Tartószerkezeti Tagozatától)
- 2015: Zielinski Szilárd-díj, (Magyar Mérnöki Kamarától, a Tartószerkezeti Tagozat Magasépítési Bizottságának elnökeként végzett tevékenységéért).